# Geolycosa ornatipes
Geolycosa ornatipes är en spindelart som först beskrevs av Bryant 1935.  Geolycosa ornatipes ingår i släktet Geolycosa och familjen vargspindlar. Inga underarter finns listade i Catalogue of Life.